# Alfred Renard
Alfred Renard (Anderlecht, 21 april 1895 – Sint-Pieters-Woluwe, 17 juni 1988) was een Belgisch ingenieur en verzetsheld. Hij kan gerekend worden tot de beste vliegtuigontwerpers van België.
Na het Atheneum vervolgde Alfred Renard zijn opleiding in 1913 aan de Faculteit van Toegepaste Wetenschappen van de Vrije Universiteit van Brussel. Vanwege de Eerste Wereldoorlog kon hij deze opleiding pas afronden in juli 1920. Na het volbrengen van zijn dienstplicht werd hij ingenieur aan het Luchtvaarttechnische Laboratorium van België. Hier ontwerpt hij in samenwerking met Professor Emile Allard de ACAZ T-2. De eerste volledig metalen eendekker van Belgische makelij. Samen maakten ze ook de plannen voor de windtunnel in Sint-Genesius-Rode.
In 1922 werd hij in contact gebracht met Jean Stampe en Maurice Vertongen. Zij wilde een vliegschool oprichten en zochten iemand die voor hen een geschikt lesvliegtuig kon ontwerpen en bouwen. Hij ging akkoord met de samenwerking, maar bleef werkzaam aan het Luchtvaarttechnische Laboratorium en heeft nooit deel uitgemaakt van het management van Stampe en Vertongen. Hij werd enkel genoemd in de type-aanduiding van de vliegtuigen, RSV = Renard, Stampe, Vertongen.
In 1925 begint hij een eigen bedrijf, Sociéte Anonyme Avions et Moteurs Renard, hij werkt op dat moment nog steeds samen met Stampe en Vertongen. Hij ontwerpt in die periode de Epervier, en ook hield hij zich bezig met het fabriceren van vliegtuigmotoren die onder andere werden geleverd in de VS en Polen. In 1927 stopte Stampe en Vertongen en Alfred Renard de samenwerking definitief en startte Alfred samen met zijn broer George Renard Constructions Aéronautiques. Met de bouw van motoren werd gestaakt en een hele reeks van vliegtuigenontwerpen verlaat de fabriek, zonder al te veel succes. Pas in 1932 komt de Belgische Luchtmacht met een order voor 34 vliegtuigen van het type R-31. Daarna volgde een aantal gewaagde ontwerpen waarmee België zich internationaal met de beste vliegtuigbouwer had kunnen meten. Zoals de R-35, een passagiersvliegtuig met drukcabine. En de R-36/R-37/R38/R-40 jager. Een jager die qua prestaties niet onder deed voor de beste vliegtuigen van die tijd, zoals de Spitfire. De Belgische Luchtmacht was desondanks niet geïnteresseerd, en ook Sabena liet de R-35 links liggen. Met de komst van de Tweede Wereldoorlog viel definitief het doek voor Renard.
Aan de vooravond van de Tweede Wereldoorlog wilde Alfred delen van de fabriek nog verhuizen naar Frankrijk, maar dit mislukte. Hij duikt onder in België en sloot zich aan bij het verzet bij de Service de Renseignements et d’Actions.
Na de oorlog ging Alfred Renard aan het werk bij de NMBS, de Belgische spoorwegen, als technisch adviseur. Ook stelde hij een nieuw ontwerp voor een vrachtvliegtuig voor, de R-45. Maar financiën ontbreken om dit toestel te bouwen. In 1947 komt hij weer in contact met zijn oude werkgever Jean Stampe, die nog een enorme opdracht had liggen voor de bouw van de SV-4b. Samen richten ze in Evere Constructions aéronautiques s.a. Stampe & Renard op. In 1970 stopt dit bedrijf en verhuist alle inboedel naar het Koninklijk Museum van het Leger en de Krijgsgeschiedenis in Brussel.
Hij werd benoemd tot erelid van "Les Vieilles Tiges de l'Aviation Belge".
Op 10 juni 1988 werd Alfred Renard aangereden door een auto en overleed zeven dagen later, op 93-jarige leeftijd, in het ziekenhuis aan zijn verwondingen.